# Callao (provincie)
Callao is de enige provincie in de regio Callao in Peru. De provincie heeft een oppervlakte van 147km² en heeft 1.010.315 inwoners (2015). De hoofdplaats van de provincie is het district Callao; de zes districten vormen samen de stad  (ciudad) Callao. De steden (ciudades) Lima en Callao vormen samen de metropool Lima Metropolitana.
De provincie grenst in het noorden en het oosten aan de provincie Lima en in het zuiden en het westen aan de Grote Oceaan.

## Bestuurlijke indeling
De provincie Callao is onderverdeeld in zeven districten.
| Nr. | District                                                                                 | Inwoners | Oppervlakte | UBIGEO |
| --- | ---------------------------------------------------------------------------------------- | -------- | ----------- | ------ |
| 1   | Callao                                                                                   | 537.377  | 45,65 km²   | 070101 |
| 2   | Bellavista                                                                               | 83.085   | 4,56 km²    | 070102 |
| 3   | Carmen de la Legua Reynoso                                                               | 48.259   | 2,12 km²    | 070103 |
| 4   | La Perla                                                                                 | 65.849   | 2,75 km²    | 070104 |
| 5   | La Punta                                                                                 | 4.003    | 0,75 km²    | 070105 |
| 6   | Ventanilla                                                                               | 397.026  | 73,52 km²   | 070106 |
| 7   | Mi Perú                                                                                  | 54.905   | 2,47 km²    | 070107 |
|     | Islas del Callao: - Isla San Lorenzo - Isla El Frontón - Islas Cavinzas - Islas Palomino | -        | 17,63 km²   | -      |

| Detailkaart |
| ----------- |
|             |
| Districten  |